# Coprophanaeus lancifer
Coprophanaeus lancifer är en skalbaggsart som beskrevs av Carl von Linné 1767. Coprophanaeus lancifer ingår i släktet Coprophanaeus och familjen bladhorningar. Inga underarter finns listade i Catalogue of Life.

## Bildgalleri

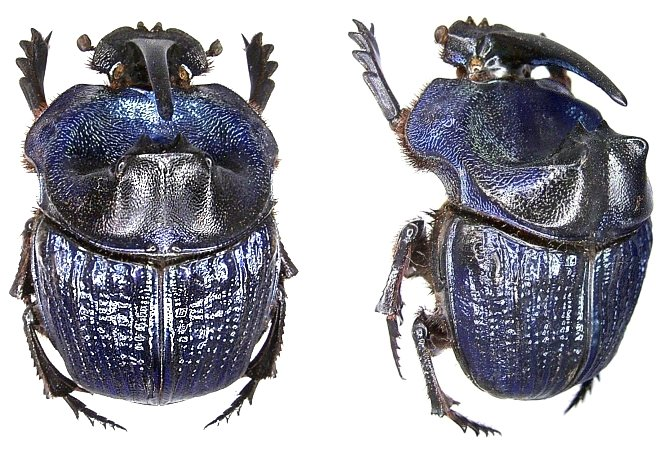
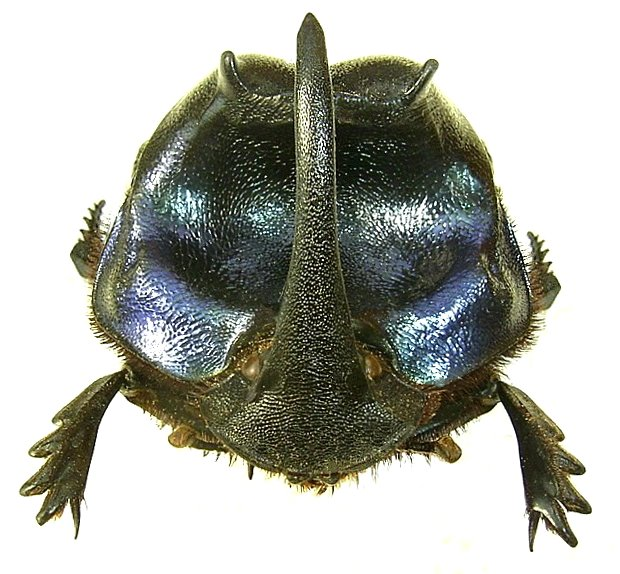
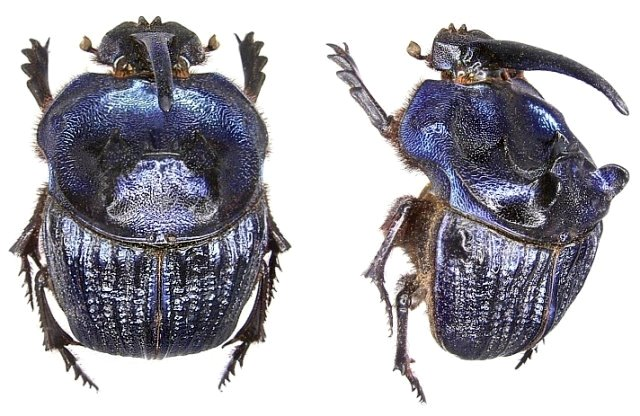